# Canon EOS 650
Canon EOS 650 – małoobrazkowa lustrzanka jednoobiektywowa, wyprodukowana przez japońską firmę Canon. Jest to pierwszy aparat z serii EOS, posiadający nowo zaprojektowane mocowanie obiektywów EF. Premiera lustrzanki odbyła się 2 marca 1987 roku i pozostała w sprzedaży do lutego 1989 roku.
Aparat szczególnie ceniony był za łatwość użytkowania, prędkość serii zdjęć i szybkość automatycznego ostrzenia, znacznie wyprzedzając ówczesne rozwiązanie Nikona.
Pierwsze zdjęcie w internecie zostało wykonane przez EOS 650. Przedstawia ono zespół Les Horribles Cernettes.